# Carl-Alexander-Bibliothek

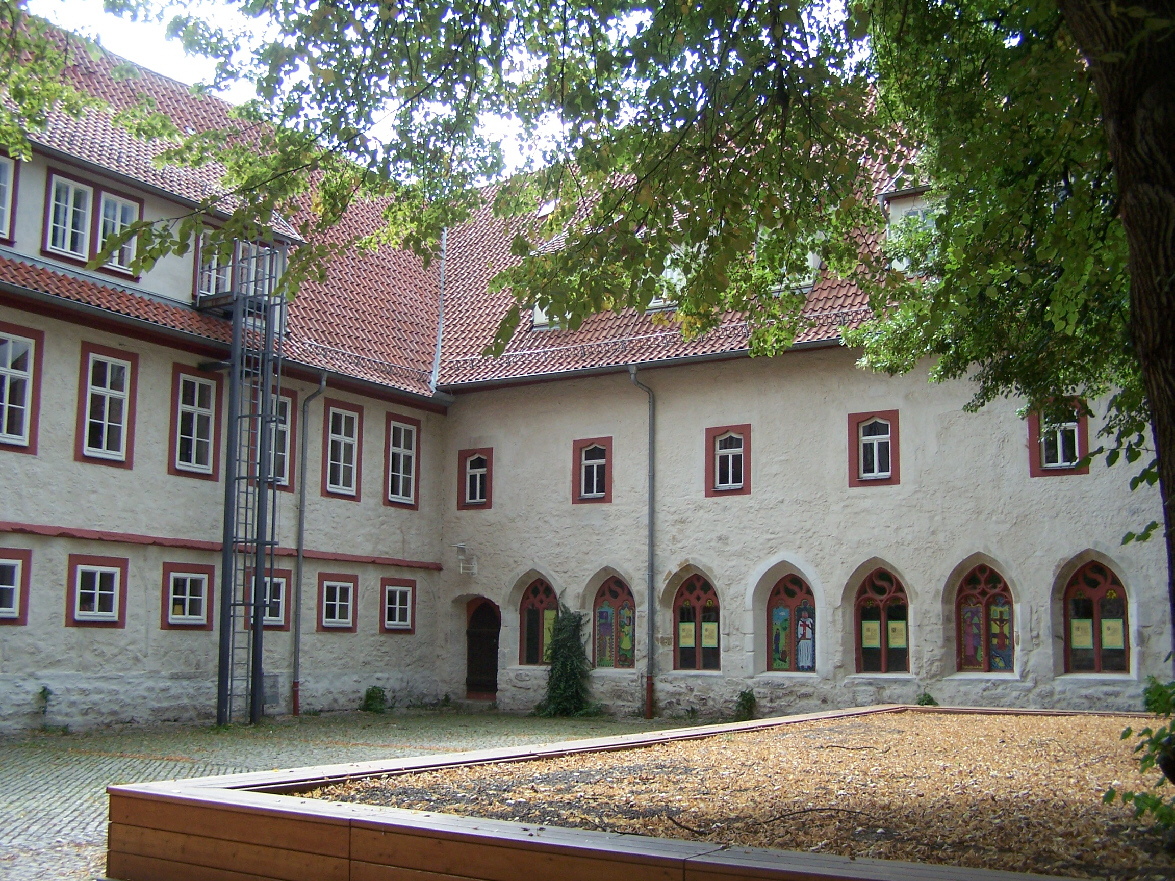
Im Eisenacher Predigerkloster war der ursprüngliche Standort der CAB

Die Carl Alexander Bibliothek, kurz CAB, wurde am 9. Januar 1889 in Eisenach eröffnet und bestand bis zum Jahr 1967. Die Sammlung wurde von Großherzog Carl Alexander gegründet.

## Geschichte
Die Idee zur Gründung einer öffentlichen wissenschaftlichen Bibliothek in der Residenzstadt Eisenach war dem an Kunst und Wissenschaft interessierten Großherzog eine Herzensangelegenheit.
Die Bibliothek umfasste in ihrer Gründungsphase wesentliche Teile der sogenannten Wartburgbibliothek, der Eisenacher Canzleybibliothek, der Bibliothek des Eisenacher Appellationsgerichtes sowie der schon 350 Jahre bestehenden Eisenacher Gymnasial-Bibliothek. Schon in den Anfangsjahren erweiterten Privatpersonen wie der Ruhlaer Gelehrte Alexander Ziegler durch Schenkungen und Vermächtnisse diese Sammlungen.
Als Standort der Bibliothek wurde das ehemalige Dominikanerkloster am Predigerplatz bestimmt. Hierin befand sich bereits das Eisenacher Gymnasium, dessen Direktoren und Lehrer Leitung und Verwaltung der kostbaren Bestände übernahmen.
Problematisch für die weitere Existenz der Bibliothek wurde ihr undefinierter Status als teils staatliche, teils kommunale Sammlung und die unzureichende Finanzausstattung. In dem juristischen Streit um die Fürstenabfindung nach der Abdankung des letzten regierenden Großherzogs Wilhelm Ernst 1918 musste auch über die Carl Alexander Bibliothek befunden werden.
Zur Verwaltung der Bestände und als Grundlage für den weiteren Ausbau der Sammlung wurde am 25. November 1926 die Stiftung Carl Alexander Bibliothek gegründet, diese bestand aus Vertretern des Landes Thüringen, der Stadt Eisenach und der Wartburgstiftung.
Im Jahr 1933 wurde die Bibliothek in die beiden Abteilungen Wissenschaftlicher Bereich und Volksbücherei gruppiert.
Die Kriegszeit hat die Bibliothek relativ unbeschadet überstanden. Nach Kriegsende wurden im Rahmen der Entnazifizierung die jüngeren Bestände geprüft und etwa 2000 Bände entfernt. Die bereits 1947 ins Auge gefasste Auflösung der Carl Alexander Bibliothek mit Überführung der wertvollen wissenschaftlichen Bestände in das Gothaer Staatsarchiv wurde zunächst verhindert. Es folgte ein jahrelanges Tauziehen mit den kulturpolitisch Verantwortlichen der DDR-Staatsführung um die Zukunft der Wartburg-Bibliothek und anderer Bestände der CAB. Es gelang 1955, wesentliche Teile der Wartburgbibliothek auf die Burg zu verlagern, 1958 wurde dies mit einem Übergabeprotokoll amtlich bestätigt.
Im Jahr des Wartburgjubiläums 1967 kam das Ende der CAB: Stadt- und Kreisbibliothek, Stadtarchiv und Wartburgstiftung wurde die Möglichkeit einer nochmaligen Sichtung der Bestände nach sie interessierenden Büchern gewährt, der verbleibende Bestand wurde schließlich im gegenseitigen Einvernehmen nach Berlin verlagert, wo diese Bücher unter Aufsicht der Deutschen Staatsbibliothek sortiert, katalogisiert und für die weitere Verwendung vorbereitet werden sollten. Im Anschluss sollte ein Teil an Thüringer Bibliotheken verteilt und ein anderer Teil schließlich dem Zentralantiquariat zum Kauf angeboten werden.
Heute befinden sich die Reste der Büchersammlung öffentlich zugänglich im Wissenschaftlichen Bestand der Eisenacher Bibliothek, im Stadtarchiv sowie im Wartburgarchiv.